# Împăratul Yongzheng
Împăratul erei Yongzheng (împăratul Yung -Cheng  ; n. 13 decembrie 1678, Dongcheng District⁠(d), Beijing, Dinastia Ming – d. 8 octombrie 1735, Beijing, Dinastia Qing) , născut Yinzhen ( Yin - chen ) a fost al cincilea împărat care a condus dinastia manciuriană Qing, domnind între 1722-1735. Un conducător foarte muncitor, obiectivul său principal a fost de a crea un guvern eficient, la costuri minime. Ca și tatăl său, Împăratul Kangxi, Yongzheng a folosit forța militară pentru a păstra poziția dinastiei lui. Domnia sa a fost cunoscută ca despotică, eficientă și viguroasă.
Domnia Yongzheng a fost mult mai scurtă decât domniile tatălui său (Împăratul Kangxi) și a fiului său (Împăratul Qianlong), moartea sa subită a fost, probabil, cauzată de volumul mare de munca. Yongzheng a continuat o eră de pace și prosperitate, înăbușind corupția și risipa și a reformat administrația financiară. În timpul domniei sale a fost constituit Marele Consiliu, o instituție care a avut un impact enorm asupra viitorului imperial al Chinei.

## Genealogie
- Ula-Nara Duoqimuli, Împărăteasa Xiaojingxiana din clanului Ula-Nara (28 Iunie 1681 – 29 Octombrie1731) 
  - Honghui, Prințul Duan de Rank Intâi (17 aprilie 1697 – 7 iulie 1704), primul fiu
- Împărăteasa Xiaoshengxian, din clanului Niohuru (12 Ianuarie 1692 – 2 Martie 1777) 
  - Hongli , împăratul Qianlong ( 25 septembrie 17117 februarie 1799) al cincilea (al patrulea) fiu
- Nobila Consoarta Imperiala Dunsu, din clanul Nian (d. 23 Decembrie 1725) 
  - A patra fiică (15 aprilie 1715 – iunie/iulie 1717)
  - Fuyi (30 iunie 1720 – 9 februarie 1721), al șaptelea fiu
  - Fuhui, Prințul Huai de Rank Intâi ( 27 noiembrie 1721 – 11 octombrie 1728), al optulea fiu
  - Fupei ( 12 iunie 1723), al nouălea fiu
- Consoarta nobilă imperială Chunque, din clanul Geng   (Decembrie 1689/Ianuarie 1690 – 27 Ianuarie 1785)
  - Hongzhou, Prințul Hegong  de Rank Intâi ( 5 ianuarie 1712 – 2 septembrie 1770), al șaselea (al cincilea) fiu
- Consoarta Qi, din clanului Li (1676 – 31 Mai 1739) 
  - Prințesa Huaike de Rank Secund (15 august 1695 – aprilie/mai 1717), a doua fiică. Căsătorit cu Xingde ( 1739) din clanul Manchu Nara în septembrie/octombrie 1712
  - Hongfen ( 19 iulie 1697 – 30 martie 1699), al doilea fiu
  - Hongyun ( 19 septembrie 1700 – 10 decembrie 1710), al treilea (al doilea) fiu
  - Hongshi (18 martie 1704 – 20 septembrie 1727), al patrulea (al treilea) fiu
- Wu Lingyuan, Consort Ning, din clanul Wu
- Liugiya Xiangyu, Consoarta Qian  din clanul Liugiya
  - Hongyan, Prințul Guogong de Rank Secund (9 mai 1733 – 27 aprilie 1765), al zecelea (șasele) fiu
- Concubina Mao, din clanul Song 
  - Prima fiică (10 aprilie 1694 – aprilie/mai 1694)
  - A treia fiică (8 ianuarie 1707 – ianuarie/februarie 1707)